# きょうだい児
きょうだい児（きょうだいじ）は、日常生活で介助が必要な障害や難病のある兄弟姉妹をもつ子供。兄弟、兄妹、姉弟、姉妹すべての組合わせを表すために「きょうだい」と仮名書きされる。既に成人済でも状況が未解決の事例も見られ、成人後のケースも含み「きょうだい児(者）」と扱う。
幼少期から親に後回しにされたり、障害者のきょうだいの世話をしたり、親の目が自分に向かないことを我慢していることが少なくない。きょうだい児は、自分以外の「きょうだい」に両親の関心が偏り、若年時は親から受ける愛情が不足してヤングケアラーを務め、成人後も「きょうだい」を世話する。「きょうだい」のおむつ替えや装具介助などについて「自分が我慢するのが当たり前」と思いながら生育する事例が多い。「きょうだい」が学童期以降に統合失調症など精神障害を発症し、「きょうだい児」へ至る事例もある。

## 概説
2014年に千葉県が、慢性的な疾患を抱える子どもの保護者を対象に調査した。回答者の12.6パーセント (%) が病状以外の問題として「きょうだいの養育」を挙げた。
きょうだい児は、障害等を抱えるきょうだいがいることで、周囲から心ない言葉を浴びせられたり、「親が自分に構えなかった」「親からの評価や接し方が平等でなかった」と感じることが少なくない。親も、障害などがある子に手がかかるのは仕方がないとして、きょうだい児の問題に苦慮している。
健康だった姉が突然統合失調症になった、後天的きょうだい児兼ヤングケアラーの男女二人へのインタビューがある。男性は、整理整頓が苦手な弟である自身の片付けを手伝ってくれる優しいしっかり者だった姉が、統合失調症となった以降は、両親との大げんかや包丁で暴れることを繰り返すようになったため、「僕はわけが分からず、ただ混乱していました」「中学生や高校生になるころには『ずっと姉の面倒をみなければならないのだろうか』と覚悟した」「相談をしていた福祉の担当者に『いつか親が死んだら面倒をみるのは、あなた』と言われた」と語っている。女性は、親から将来姉の面倒をみるように、姉の病状を誰にも話さないように言われ続けたこと、両親が共働きのため、家で姉と二人きりになることも多かったとし、「暴言を吐いたり、暴力を振るったりする姉が恐ろしくても、薬をちゃんとのんでいるのかどうかの確認や、見守りをやりました。学校にも相談できませんでした」と語っている。
自身も自閉症の弟がいる目白大学人間福祉学科助教の滝島真優は、きょうだい児との向き合い方について「子どもにとって、家族以外の身近な大人は、学校の教職員で、教育現場の理解や支援が不可欠です。」「まずはきょうだい児それぞれの個性や家庭環境に配慮しつつ、孤立感を抱えていないか、家庭での手伝いが負担になっていないか、行政の支援などにつなぐ必要がないか見極めましょう。」と説く。滝島は自身の調査で「きょうだい児」という言葉を聞いたことがある教員が2割にとどまったことから、「きょうだい児の認知を広げ、まずは目をかける、声をかけるというような先生方が日常生活で負担なくできることをしてほしい」と強調する。